# Famille Lefebvre de La Barre
Pour les articles homonymes, voir De La Barre.
La famille Lefebvre de La Barre et Lefebvre de La Malmaison est une famille française d'administrateurs et de parlementaires. Parmi les principaux membres de la famille, il y a des conseillers au Parlement de Paris aux XVIIe et XVIIIIe siècles, un gouverneur de la Nouvelle-France au XVIIe siècle et un supplicié pour blasphème au XVIIIe siècle.

## Généalogie simplifiée
- Antoine I Lefebvre de La Barre, il achète en 1638 le château de La Barre, à Férolles-Attilly, à Jean de Lyonnes.
  - Antoine II Le Febvre de La Barre, prévôt des marchands de Paris entre 1650 et 1654
    - Joseph-Antoine III Le Febvre de La Barre, gouverneur de la Nouvelle-France
      - François Le Febvre de La Barre, officier de marine et gouverneur de la Guyane
        - Jean-Baptiste Alexandre Lefebve, seigneur de La Barre
          - François-Jacques Lefebvre de La Barre, capitaine d'artillerie, il doit vendre la seigneurie de La Barre à Jacques Agobert pour rembourser ses dettes le 13 janvier 1772.
          - François-Jean Lefebvre de La Barre, dit le chevalier de la Barre, né au château de La Barre, le 12 septembre 1745, exécuté à Abbeville le 1er février 1766.

## Portraits

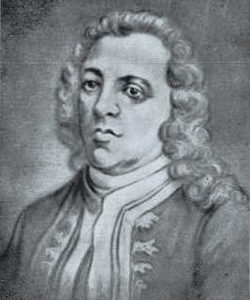
Joseph-Antoine Le Febvre de La Barre
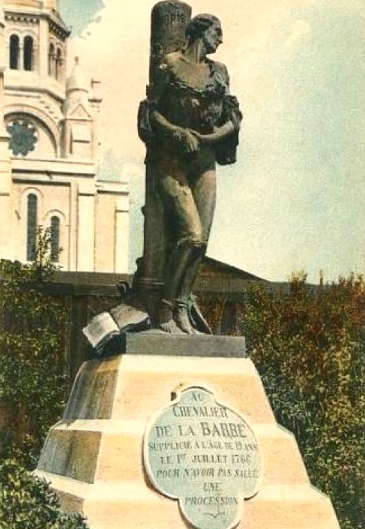
Chevalier de la Barre

## Demeures de famille
- Hôtel Lefebvre de La Malmaison (Paris)
- Château de La Barre (Férolles-Attilly)